# May Ayim
Sylvia Brigitte Gertrud Opitz, más conocida por su seudónimo May Ayim (Hamburgo; 3 de mayo de 1960 - Berlín; 9 de agosto de 1996) fue una poeta alemana, pedagoga y activista del movimiento  afroalemán.

## Biografía
Hija del estudiante de medicina ganés Emmanuel Ayim y la alemana Ursula Andler, se crio en un orfanato hasta su año y medio de edad y luego con la familia adoptiva Opitz en Münster (Renania del norte-Westfalia) donde entre 1966 y 1970 asistió a la escuela primaria Saint Michael en Gievenbeck y en una escuela integrada del tipo Friedensschule. Su madre biológica rehusó cualquier contacto y su padre la visitó en su infancia varias veces en su hogar adoptivo. Posteriormente May conoció a su abuelo en Gana. Tras terminar la escuela, May  estudió para ser asistente de enfermería. Después estudió pedagogía en Ratisbona. Su tesis de 1986 sobre la historia de los  afroalemanes se publicó como libro con el título «Farbe bekennen». Este trabajo lo presentó a un profesor de Berlín que lo rechazó con el argumento de que en Alemania no habría racismo: «quizás en Estados Unidos, pero aquí no».

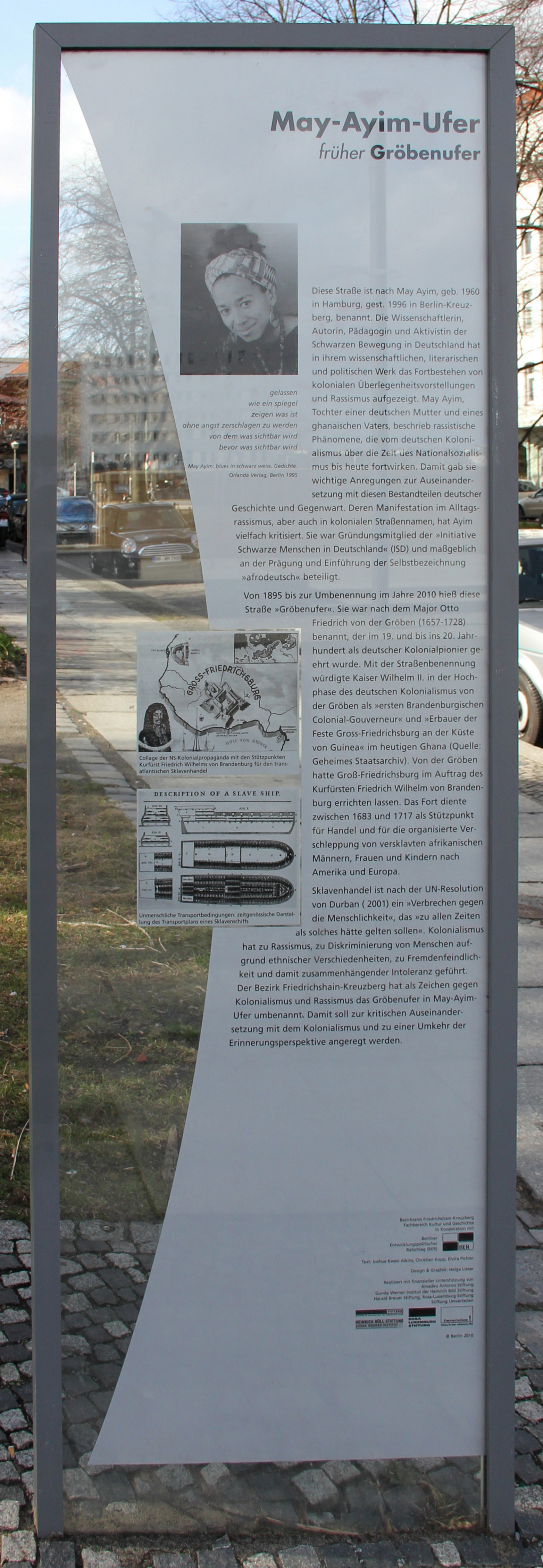
Placa Conmemorativa May-Ayim-Ufer (Kreuzberg, Berlín)

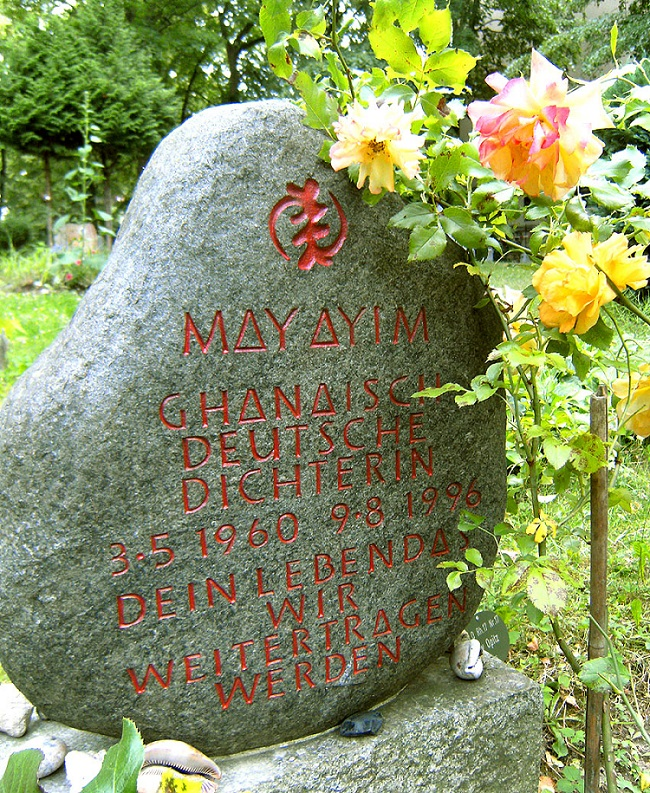
Tumba de May Ayim, St.-Matthäus-Kirchhof junio de 2015

Hasta 1984 vivió en Berlín, allí estudió  logopedia y trabajó como encargada de cursos en una escuela superior. En 1985 fue miembro fundador de «Initiative Schwarze Deutsche und Schwarze in Deutschland». May entabló contacto con representantes del feminismo internacional negro como Audre Lorde.
Se defendió de la discriminación racial en conferencias y con su poesía. A partir de sus experiencias cotidianas de discriminación se preocupó por la injusticia y la ignorancia. De esta manera descubrió el carácter ofensivo de las designaciones Negro, Mestizo o Besatzungskind ("niños de guerras de ocupación", nacidos de un progenitor nativo y uno perteneciente a una fuerza militar extranjera). En Farbe bekennen escribió: «crecí sintiendo el deber de demostrar que un mestizo, un negro y un niño abandonado es un ser humano con pleno valor» (pag. 207)
Es considerada una de las pioneras de la investigación crítica de la forma de ser blanca en Alemania.